# Spoorlijn Koblenz-Lützel - Mayen Ost
De spoorlijn Koblenz-Lützel - Mayen Ost was een Duitse spoorlijn in Rijnland-Palts en was als spoorlijn 3015 onder beheer van DB Netze.

## Geschiedenis
Het traject werd door de Preußische Staatseisenbahnen geopend tussen 1 oktober en 12 november 1904.  

## Aansluitingen
In de volgende plaatsen is of was er een aansluiting op de volgende spoorlijnen:
Koblenz-Lützel
DB 2630, spoorlijn tussen Keulen en Bingen
DB 3011, spoorlijn tussen Neuwied Koblenz Mosel Güterbahnhof
DB 3014, spoorlijn tussen de aansluiting Kesselheim en Koblenz-Lützel
Polch
DB 3016, spoorlijn tussen Polch en Münstermaifeld
Mayen Ost
DB 3005, spoorlijn tussen Andernach en Gerolstein